# Nannoscincus fuscus
Espèce
Nannoscincus fuscus est une espèce de sauriens de la famille des Scincidae.

## Répartition
Cette espèce est endémique de la Province Sud en Nouvelle-Calédonie. Elle se rencontre sur le mont Mou et le mont Dzumac.

## Publication originale
- Günther, 1872 : On some new species of reptiles and fishes collected by J. Brenchley, Esq. Annals and Magazine of Natural History, sér. 4, vol. 10, no 60, p. 418–426 (texte intégral).